# Ekamp
Ekamp est un hameau qui fait partie de la commune d'Oldambt dans la province néerlandaise de Groningue.
Jusqu'au 1er janvier 2010, la localité était située en deux communes : Reiderland et Scheemda.